# Jo Spier
Pour les articles homonymes, voir Spier (homonymie).
Joseph Eduard Adolf (Jo) Spier, né à Zutphen (Pays-Bas) le 26 juin 1900 et mort à Santa Fe (États-Unis) le 21 mai 1978, est un illustrateur et relieur d'art néerlandais d'origine juive qui a émigré aux États-Unis.

## Biographie

### Deuxième Guerre mondiale
Au début de la Deuxième Guerre mondiale, Jo Spier est quelque temps enfermé à Westerbork, en représailles pour une caricature d'Hitler qu'il avait dessinée en 1939. En mars et avril 1943, il est retenu prisonnier avec sa femme et ses trois enfants à la Villa Bouchina, un camp pour les Juifs « protégés » par l'occupant. Du 21 avril 1943 jusqu'à la fin de la guerre, l'illustrateur est emprisonné à Theresienstadt où il réalise quelques actions peu appréciées de ses codétenus. Ainsi, il travaille activement au film de propagande allemande Theresienstadt, prétendument sous la pression de l'administration du camp. Il a également réalisé des peintures sur les murs de l'hôpital du camp.

### Carrière après 1945 et émigration aux États-Unis

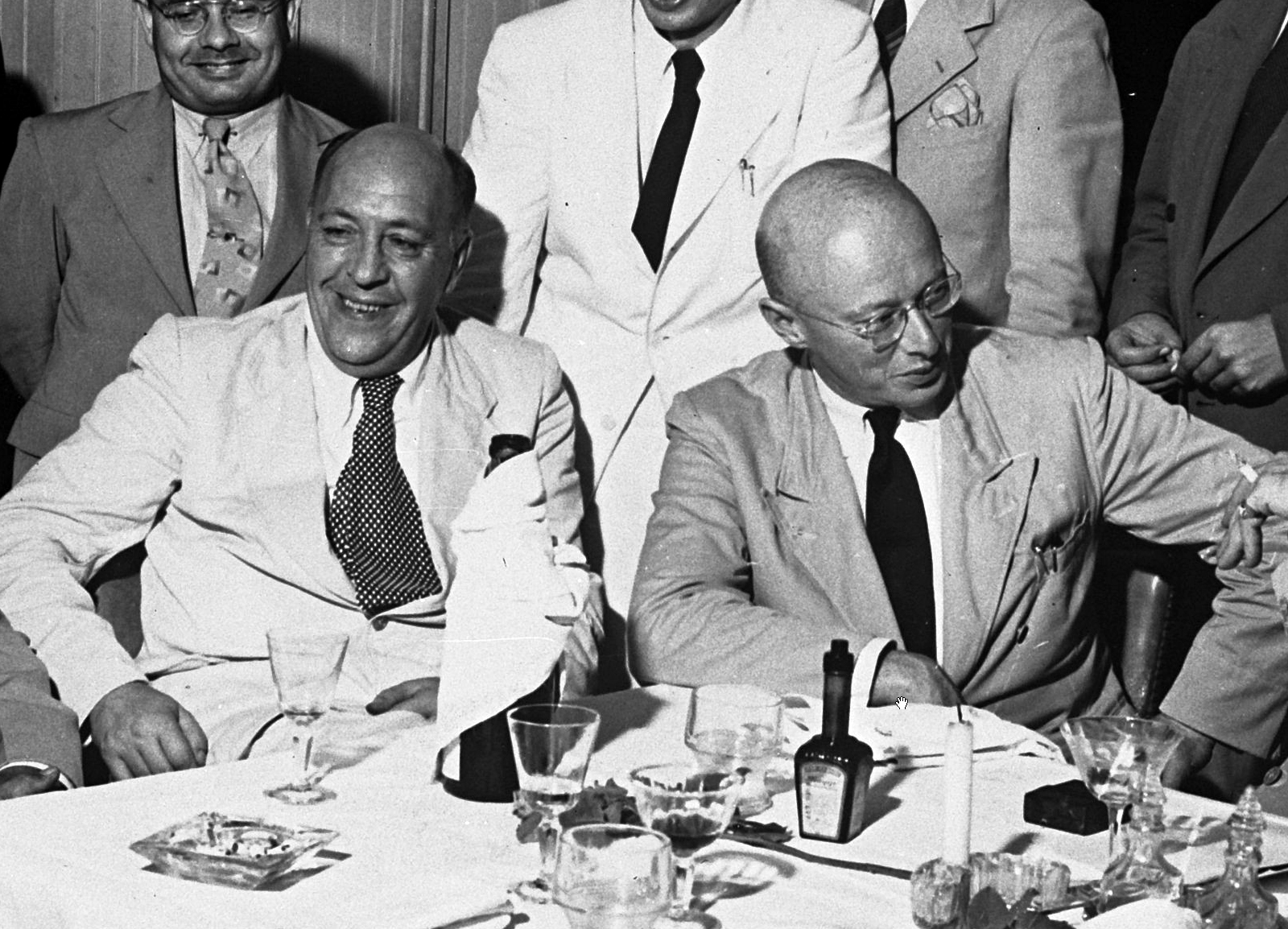
Jo Spier (à droite), assis à côté de l'écrivain Piet Bakker, 3 novembre 1947